# Memoriał Kamili Skolimowskiej
Das Memoriał Kamili Skolimowskiej ist ein international bedeutendes Leichtathletik-Meeting, das erstmals 2009 und seit 2011 jährlich in Polen, zuerst in Warschau und später in Chorzów stattfindet. Es wurde zu Ehren der polnischen Olympiasiegerin im Hammerwurf, Kamila Skolimowska veranstaltet und zählte 2020 und 2021 zur World Athletics Continental Tour und 2022 zur Diamond League.

## Stadionrekorde

### Männer
| Disziplin      | Rekord             | Athlet              | Datum              |
| -------------- | ------------------ | ------------------- | ------------------ |
| 100 m          | 9,87 s (−0,1 m/s)  | Ronnie Baker        | 22. August 2018    |
| 200 m          | 20,15 s (+0,4 m/s) | Rasheed Dwyer       | 25. August 2013    |
| 400 m          | 44,11 s            | Michael Norman      | 6. August 2022     |
| 800 m          | 1:44,63 min        | Wycliffe Kinyamal   | 5. September 2021  |
| 1000 m         | 2:21,01 min        | Marcin Lewandowski  | 14. September 2019 |
| 3000 m         | 7:17,55 min        | Jakob Ingebrigtsen  | 25. August 2024    |
| 110 m Hürden   | 13,03 s (−0,5 m/s) | Orlando Ortega      | 23. August 2014    |
| 400 m Hürden   | 47,80 s            | Alison dos Santos   | 18. September 2021 |
| Hochsprung     | 2,35 m             | Mutaz Essa Barshim  | 28. August 2016    |
| Stabhochsprung | 6,26 m             | Armand Duplantis    | 25. August 2024    |
| Weitsprung     | 8,13 m (+0,6 m/s)  | Miltiadis Tendoglou | 6. August 2022     |
| Dreisprung     | 17,53 m (0,0 m/s)  | Andy Díaz           | 6. August 2022     |
| Kugelstoßen    | 22,70 m            | Ryan Crouser        | 6. September 2020  |
| Diskuswurf     | 67,40 m            | Robert Harting      | 23. August 2014    |
| Hammerwurf     | 82,47 m            | Paweł Fajdek        | 28. August 2016    |
| Speerwurf      | 97,76 m            | Johannes Vetter     | 6. September 2020  |

### Frauen
| Disziplin    | Rekord             | Athletin                | Datum             |
| ------------ | ------------------ | ----------------------- | ----------------- |
| 100 m        | 10,66 s (+0,5 m/s) | Shelly-Ann Fraser-Pryce | 6. August 2022    |
| 200 m        | 21,84 s (+0,2 m/s) | Shericka Jackson        | 6. August 2022    |
| 400 m        | 49,75 s            | Femke Bol               | 6. August 2022    |
| 800 m        | 1:58,28 min        | Ajeé Wilson             | 7. Mai 2022       |
| 1000 m       | 2:35,47 min        | Jemma Reekie            | 5. September 2021 |
| 1500 m       | 3:56,91 min        | Diribe Welteji          | 6. August 2022    |
| 3000 m       | 8:39,27 min        | Sifan Hassan            | 7. Mai 2022       |
| 100 m Hürden | 12,34 s (+0,8 m/s) | Jasmine Camacho-Quinn   | 6. August 2022    |
| 400 m Hürden | 54,18 s            | Wiktorija Tkatschuk     | 5. September 2021 |
| Hochsprung   | 1,97 m             | Marija Kutschina        | 23. August 2014   |
| Weitsprung   | 6,44 m (−1,1 m/s)  | Teresa Dobija           | 25. August 2013   |
| Kugelstoßen  | 20,38 m            | Chase Ealey             | 6. August 2022    |
| Diskuswurf   | 57,19 m            | Joanna Wiśniewska       | 23. August 2014   |
| Hammerwurf   | 82,98 m            | Anita Włodarczyk        | 28. August 2016   |
| Speerwurf    | 65,70 m            | Maria Andrejczyk        | 6. September 2020 |